# ان‌جی‌سی ۱۹۷۸
ان‌جی‌سی ۱۹۷۸ (انگلیسی: NGC 1978) که (همچنین به عنوان «ESO 85-SC90» شناخته می‌شود) یک خوشهٔ ستاره‌ای کروی شکل بیضی شکل یا خوشه باز در صورت فلکی ماهی زرین است و در داخل ابر ماژلانی بزرگ قرار دارد. این خوشه ستاره‌ای توسط جیمز دانلوپ در ۶ نوامبر ۱۸۲۶ کشف شد. در دیافراگم ۵۰ ثانیه قوسی، قدر باند V ظاهری آن ۱۰٫۲۰ است، اما در این طول موج، قدر ۰٫۱۶ انقراض بین ستاره‌ای دارد. عرض آن ۳٫۹ دقیقه قوسی است.ان‌جی‌سی ۱۹۷۸ دارای سرعت شعاعی ۰٫۹ ± ۲۹۳٫۱ کیلومتر بر ثانیه است.[۹]